# Laevicardium multipunctatum
Laevicardium multipunctatum is een tweekleppigensoort uit de familie van de Cardiidae. De wetenschappelijke naam van de soort is voor het eerst geldig gepubliceerd in 1833 door Sowerby I in Broderip & Sowerby I.